# WTA Nashville
Das WTA Nashville (offiziell: Virginia Slims of Nashville) ist ein ehemaliges Damen-Tennisturnier der WTA Tour, das in der Stadt Nashville oder Vorstadt Brentwood, Vereinigte Staaten, ausgetragen wurde.

## Siegerliste

### Einzel
| Austragungsort | Jahr                   | Siegerin            | Finalgegnerin       | Ergebnis      |
| -------------- | ---------------------- | ------------------- | ------------------- | ------------- |
| Nashville      | 1973                   | Margaret Court      | Billie Jean King    | 6.3, 4:6, 6:2 |
| Nashville      | 1981                   | Susan Leo           | Kim Sands           | 7:6, 6:3      |
| Nashville      | 1982                   | Eva Pfaff           | Leigh-Anne Thompson | 6:3, 7:5      |
| Brentwood      | 1983                   | Kathleen Horvath    | Marcela Skuherská   | 6:4, 6:3      |
| Nashville      | 1984                   | Jenny Klitch        | Pam Teeguarden      | 6:2, 6:1      |
| Nashville      | ↓ Kategorie: Tier V ↓  |                     |                     |               |
| Nashville      | 1988                   | Susan Sloane        | Beverly Bowes       | 6:3, 6:2      |
| Brentwood      | 1989                   | Leila Mes’chi       | Helen Kelesi        | 6:2, 6:3      |
| Brentwood      | ↓ Kategorie: Tier IV ↓ |                     |                     |               |
| Brentwood      | 1990                   | Natalija Medwedjewa | Susan Sloane        | 6:3, 7:63     |
| Brentwood      | 1991                   | Sabine Appelmans    | Katrina Adams       | 6:2, 6:4      |

### Doppel
| Austragungsort | Jahr                   | Siegerinnen                           | Finalgegnerinnen                  | Ergebnis      |
| -------------- | ---------------------- | ------------------------------------- | --------------------------------- | ------------- |
| Nashville      | 1973                   | Françoise Dürr Betty Stöve            | Karen Krantzcke Janet Newberry    | 6:4, 6:7, 6:1 |
| Nashville      | 1981                   | Marcella Mesker Christiane Jolissaint | Marjorie Blackwood Susan Leo      | 6:3, 6:3      |
| Nashville      | 1982                   | Chris O’Neil Mimi Wikstedt            | Sheila McInerney Jane Preyer      | 6:4, 7:63     |
| Brentwood      | 1983                   | Rosalyn Fairbank Candy Reynolds       | Alycia Moulton Paula Smith        | 6:4, 7:6      |
| Nashville      | 1984                   | Sherry Acker Candy Reynolds           | Mary-Lou Piatek Paula Smith       | 5:7, 7:6, 7:6 |
| Nashville      | ↓ Kategorie: Tier V ↓  |                                       |                                   |               |
| Nashville      | 1988                   | Jenny Byrne Janine Thompson           | Elise Burgin Rosalyn Fairbank     | 7:5, 6:7, 6:4 |
| Brentwood      | 1989                   | Manon Bollegraf Meredith McGrath      | Natalija Medwedjewa Leila Mes’chi | 1:6, 7:6, 7:6 |
| Brentwood      | ↓ Kategorie: Tier IV ↓ |                                       |                                   |               |
| Brentwood      | 1990                   | Kathy Jordan Laryssa Sawtschenko      | Brenda Schultz Caroline Vis       | 6:1, 6:2      |
| Brentwood      | 1991                   | Sandy Collins Elna Reinach            | Yayuk Basuki Caroline Vis         | 5:7, 6:4, 7:6 |